# Ni ljuger
Ni ljuger. är en svensk svartvit dramafilm från 1969 i regi av Vilgot Sjöman. Filmen är baserad på boken Samarbete över muren av Lars Karlsson och Björn Vilson (1967) och i rollerna ses bland andra Stig Engström, Börje Ahlstedt och Sif Ruud.

## Om filmen
Inspelningen ägde rum mellan den 1 mars och 29 april 1969 i Örebro, Smögen, Göteborg, Torsby och Stockholm med Olle Ohlsson som fotograf. Ulf Björlin komponerade originalmusik till filmen och i övrigt användes musik av bland andra Cornelis Vreeswijk. Filmen hade premiär den 27 oktober 1969 på flertalet biografer runt om i Sverige och har även visats flera gånger i bland annat Sveriges Television. Den gavs ut på DVD 2009.
Filmen mottog positiva recensioner och Engström tilldelades för sin rollprestation priset Silver Hugo vid Chicagos internationella filmfestival 1970.

## Handling
Filmen är en skildring över den svenska fångvården, berättat genom internen Lasse och teckningsläraren Björn, som gör allt för att hjälpa honom.

## Rollista
- Stig Engström – Lasse Karlsson
- Börje Ahlstedt – Björn Vilson, teckningslärare, Lasses övervakare
- Sif Ruud – Anna, Björns mor
- Anita Ekström – Margot, Lasses flickvän, sjuksköterska
- Rune Turesson – John, konstnär
- Torsten Lilliecrona – fångvårdsinspektör
- Harry Ahlin – doktor Berglund, överläkare på Sätra
- Claes Thelander – doktor Nilsson, läkare på Sätra
- Jan Erik Lindqvist – psykiater på Långholmen
- Bernt Callenbo – assistenten på Håga
- Göran Graffman – assistent
- Olof Bergström – anstaltnämndens ordförande
- Eva Stiberg – journalassistent
- Sture Ericson – anstaltsläkare
- Barbro Nordin – Lasses hyresvärdinna på Smögen
- Bertil Norström – vaktkonstapel på Långholmen
- Göthe Grefbo – vaktkonstapel på Långholmen
- Mats Dahlbäck – vaktkonstapel på Långholmen
- Willie Andréason – vaktkonstapel på Långholmen
- John Harryson – överkonstapel på Långholmen
- Torbjörn Säfve – intern på Långholmen
- Christer Rahm – intern på Långholmen
- Jörgen Lantz – intern på Långholmen
- Bernt Lundquist – intern på Långholmen
- Christer Banck – intern på Långholmen
- Bjarne Andreasson – intern på Långholmen
- Thomas Orr – intern på Långholmen
- Per Nederdahl	– intern på Långholmen
- Göthe Maxe – intern på Långholmen
- Charlie Elvegård – intern på Långholmen
- Åke Hammarström – intern på Långholmen
- Jan Nygren – överkonstapel
- Per-Axel Arosenius – överkonstapel
- Anne-Marie Tufvesson	– en sekreterare
- Rebecca Pawlo – en sprayflicka
- Bo Holmström – reporter
- Torsten Eriksson – Torsten Eriksson, generaldirektör i fångvårdsstyrelsen
- Karl-Erik Törnqvist – Karl-Erik Törnqvist, docent och överläkare på fångvårdsanstalten Hall
- Enar Lundberg	– Enar Lundberg, rektor
- Vilgot Sjöman – regissören och intervjuaren
- Olle Ohlsson – fotografen
- Gunnar Nilsson – ljudteknikern
- Marianne Johnson – scriptan